# Katapulta startowa

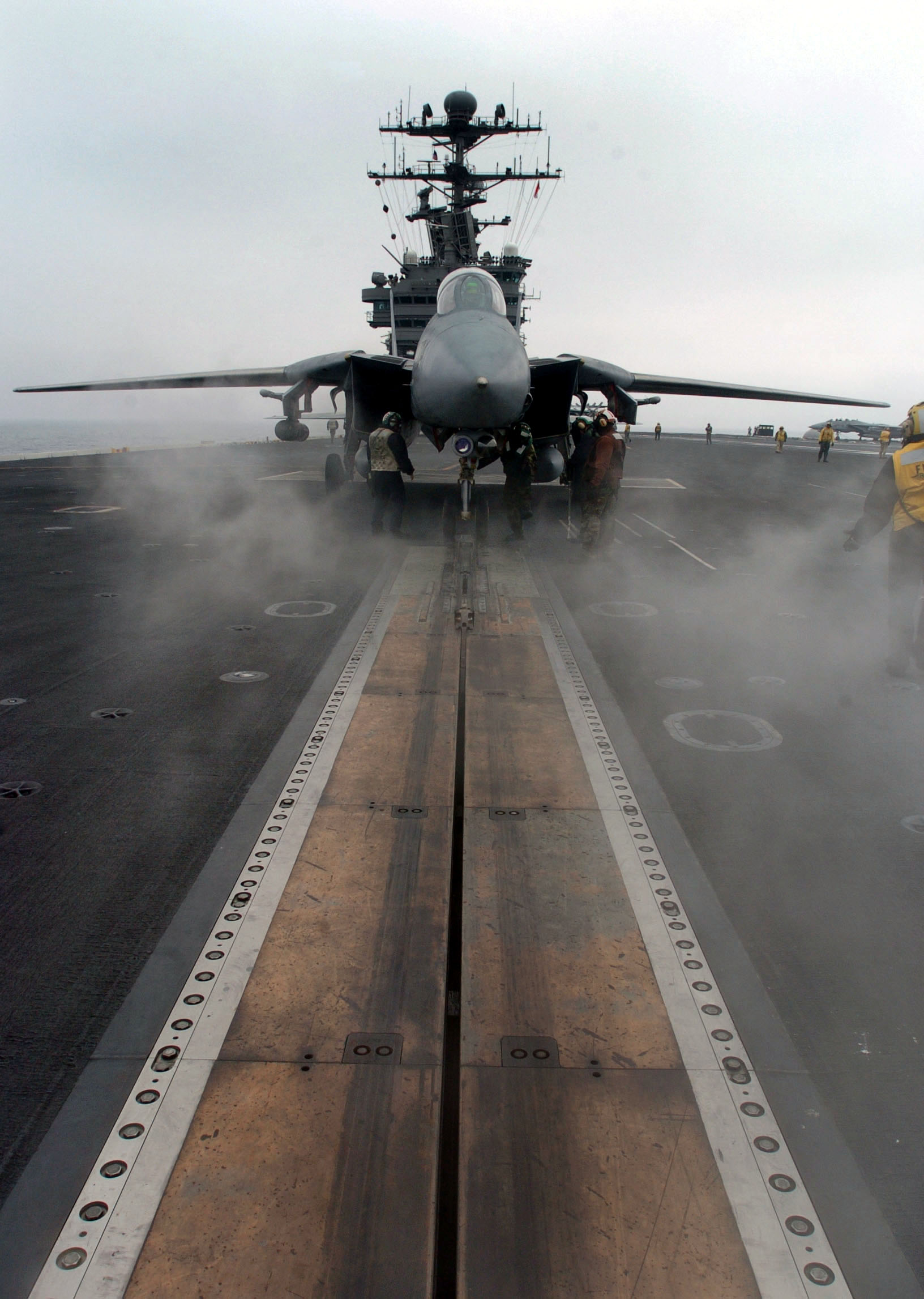
Katapulta startowa lotniskowca USS John C. Stennis

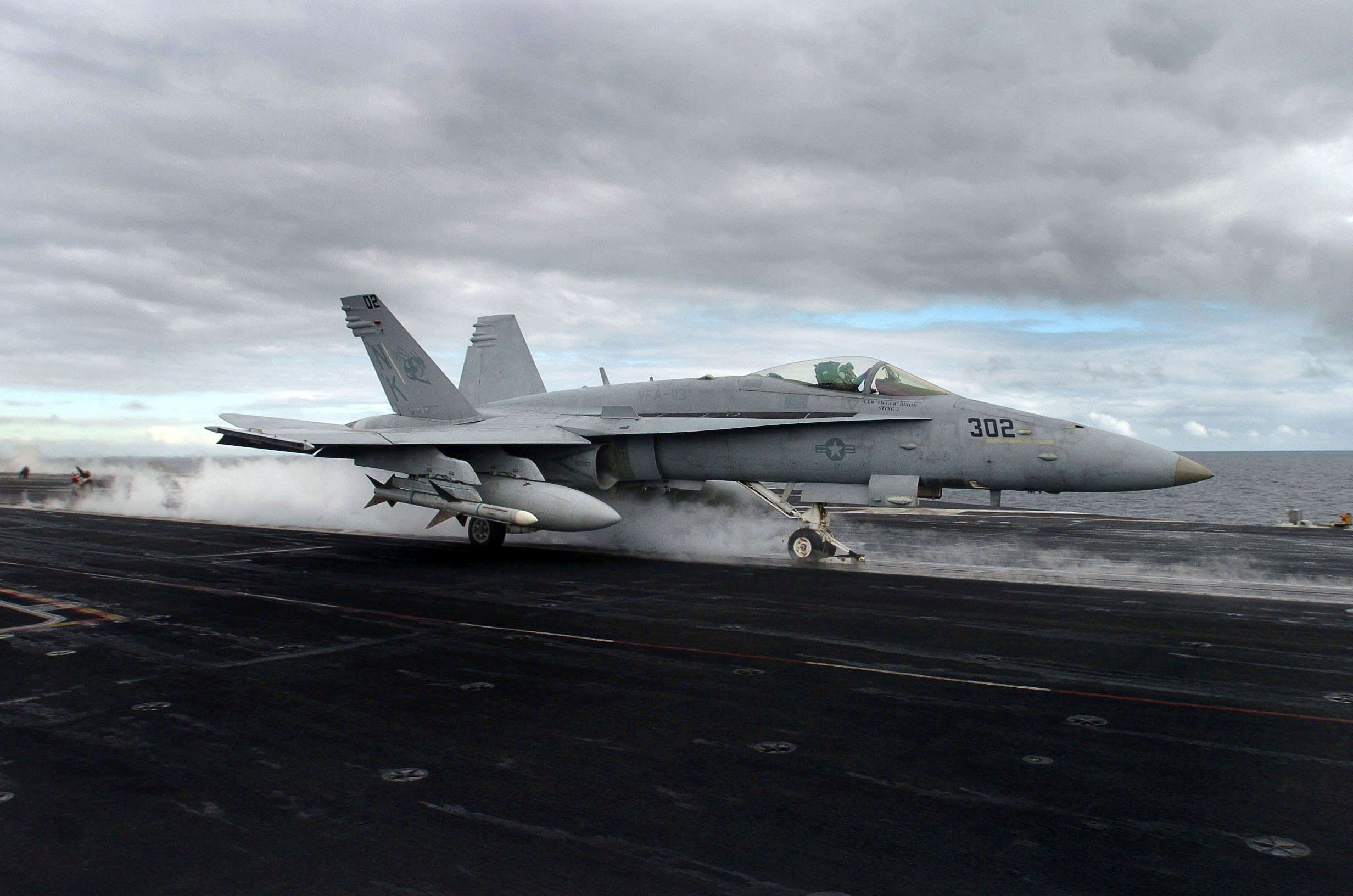
Start F/A-18 Hornet z katapulty lotniskowca.

Katapulta startowa samolotu – urządzenie stałe lub przewoźne, umożliwiające start samolotu z pasa o ograniczonej długości. W przypadku samolotów pilotowych, przede wszystkim stosowane na okrętach – obecnie jedynie na lotniskowcach. Ze względu na dużą masę i małą wydajność nie zyskały popularności w lotnictwie lądowym. Opracowywane rozwiązania katapult wystrzeliwujących samoloty pilotowe z dowolnego miejsca na lądzie nie wyszły poza stadium eksperymentów i zaniechano dalszego rozwoju tego typu konstrukcji. Stosowane są natomiast w dalszym ciągu do wystrzeliwania bezzałogowych statków powietrznych.
Zadaniem współcześnie stosowanych katapult startowych jest wspomaganie startu samolotów przez nadanie im większego przyspieszenia umożliwiającego osiągnięcie prędkości startowej na krótkim odcinku pokładu startowego. Urządzenia tego typu mają postać wbudowanego w pokład startowy toru ze znajdującym się poniżej tłokiem wyposażonym w specjalny uchwyt do  zaczepiania przedniego koła samolotu. Pod wpływem wysokiego ciśnienia pary poruszający się tłok ciągnie za sobą samolot i w czasie około 4 sekund nadaje mu prędkość, która wraz z prędkością lotniskowca i czołowego wiatru (start odbywa się przy kursie okrętu pod wiatr), zapewnia osiągnięcie odpowiedniej siły nośnej i start maszyny. Niektóre samoloty marynarki, np. North American FJ-2 Fury, posiadały wyższą goleń przedniego koła, dzięki temu zwiększał się kąt natarcia skrzydeł, co ułatwiało start.
W okresie międzywojennym i podczas II wojny światowej w katapulty dla wodnosamolotów były wyposażane różne klasy większych okrętów, w tym krążowniki i pancerniki. Rzadziej stosowano wystrzeliwanie samolotów z podwoziem kołowym, np. ze statków typu CAM. Po wojnie ich użycie zostało ograniczone do wystrzeliwania samolotów z podwoziem kołowym z lotniskowców.  Aż do zakończenia II wojny światowej większość katapult startowych była napędzana hydraulicznie, istniały też katapulty prochowe. Pierwsze, bardziej efektywne katapulty parowe zastosowano na brytyjskim lotniskowcu HMS „Perseus” w połowie lat 50. Zapewniały one większą moc niż hydrauliczne i umożliwiały start dużo cięższym myśliwcom odrzutowym. 
Na początku XXI wieku rozpoczęto prace nad zbudowaniem elektromagnetycznej katapulty startowej (Electromagnetic Aircraft Launch System, EMALS) opartej na silniku liniowym. Wprowadzenie katapult elektromagnetycznych ma na celu podniesienie niezawodności okrętu i kontynuowanie startów samolotów także w przypadku awarii systemów parowych. Pierwszym lotniskowcem, w którym zastosowano katapulty elektromagnetyczne, jest amerykański USS „Gerald R. Ford” (CVN-78), który wszedł do służby w 2017 r.. Zaletą jest też około dwukrotnie mniejsza masa (ok. 225 t) i ilość zajmowanego miejsca w stosunku do katapult parowych, zmniejszenie obciążeń działających na strukturę płatowca, zmniejszenie liczby obsługi oraz usunięcie gorącej pary jako nośnika.
Od lat 70. XX wieku zaznaczyła się tendencja do stosowania samolotów pionowego/krótkiego startu i lądowania, głównie rodziny Harrier, które mogą startować ze znacznie mniejszych i tańszych jednostek pływających bez użycia katapult, jednakże mają one pewne ograniczenia. Także rosyjski samolot Su-33 jest w stanie wystartować z pokładu lotniskowca bez użycia urządzeń wspomagających, ale tylko przy zredukowanej masie paliwa i uzbrojenia. Dlatego katapulty pozostały w użyciu na części nowo budowanych okrętów, w szczególności na amerykańskich lotniskowcach uderzeniowych oraz w marynarce Francji. Marynarka Wojenna Stanów Zjednoczonych używa katapult do rozpędzania samolotów załadowanych uzbrojeniem o dużej masie, oraz większych maszyn, których ciąg silników nie zapewnia dostatecznej mocy do rozpędzenia ich do prędkości startowej na ograniczonej długości pasa startowego lotniskowca.
Układ, w którym samoloty startują z lotniskowców przy pomocy katapult startowych określa się angielskim skrótem CATOBAR. W celu zapewnienia bezpiecznego lądowania  tego typu maszyn na pokładach lotniskowców konieczne jest stosowanie lin hamujących skracających dobieg samolotu.